# Giovanni Donadoni
Giovanni Donadoni (Ghedi, 15 novembre 1853 – Gambara, 23 marzo 1911) è stato un politico italiano, deputato alla Camera tra il 1893 e il 1895.

## Biografia
Zanardelliano, nel 1887 fu eletto consigliere provinciale nel mandamento di Leno. In questo ruolo aiutò a fondare la Società Operaia e l'Asilo infantile di Fiesse, nonché diverse casse rurali a Bagnolo Mella, Gambara e Provaglio di sotto.
Partecipò alle elezioni politiche del 1892 nel collegio lenese, ma fu sconfitto dal liberale moderato Carlo Fisogni. La vittoria di quest'ultimo fu contestata dalla Sinistra ministeriale e, appurata l'esistenza di episodi di corruzione dell'elettorato, venne annullata il 1º luglio 1893. Le elezioni suppletive di collegio vennero indette il 30 luglio e videro nuovamente la partecipazione di entrambi i politici bresciani: stavolta Donadoni vinse agevolmente e si insediò nella XVIII legislatura della Camera dei Deputati.
Alle elezioni politiche seguenti, che si tennero il 26 maggio 1895, Donadoni invece perse contro Fisogni. Secondo il presidente elettorale di collegio, i voti ottenuti dal candidato liberal moderato non superarono la maggioranza assoluta degli elettori per cui indisse il ballottaggio per il 2 giugno. Il comitato elettorale di Fisogni contestò la decisione del presidente sostenendo che il suo candidato avesse superato la soglia della maggioranza assoluta. Il politico liberal moderato decise di non presentarsi al ballottaggio, per cui Donadoni non ebbe alcun avversario e vinse, insediandosi nella XIX Legislatura. La contestazione di Fisogni fu poi valutata dalla Giunta delle elezioni nelle sedute del 4 e del 9 dicembre 1895. Fu ritenuta pertinente e Donadoni decadde di conseguenza.
Nel 1899 perse anche alle elezioni provinciali nel mandamento lenese contro i candidati sostenuti da un'alleanza di liberali moderati e clericali. Si ripresentò in quelle del 1902, ma anche in questo caso venne sconfitto dal candidato clerico-moderato. In seguito rimase legato al "club" degli zanardelliani, ma non assunse ruoli di spicco.
Morì a Gambara, il 25 marzo 1911. Fu cremato e le sue ceneri furono deposte presso il Cimitero di Brescia.